# Doina Spîrcu
Doina Tudora Spîrcu (Geburtsname Doina Craciun; * 24. Juli 1970 in Slobozia) ist eine ehemalige rumänische Ruderin, die bei Weltmeisterschaften und Olympischen Spielen sechs Medaillen gewann, darunter zwei Goldmedaillen. 

## Sportliche Karriere
Sie war 1988 Juniorenweltmeisterin im Vierer mit Steuerfrau, 1992 siegte sie bei den (inoffiziellen) U23-Weltmeisterschaften im Doppelzweier. Der Durchbruch in der Erwachsenenklasse gelang Doina Spîrcu bei den Weltmeisterschaften 1995, als sie mit dem rumänischen Achter die Silbermedaille hinter dem US-Boot gewann. Bei den Olympischen Spielen 1996 erreichten die US-Ruderinnen nur den vierten Platz, die Rumäninnen siegten mit über vier Sekunden Vorsprung auf die Boote aus Kanada und Belarus.
Bei den Weltmeisterschaften 1997 ruderten Doina Ignat, Ioana Olteanu, Doina Spîrcu und Anca Tănase aus dem Vorjahres-Achter zur Silbermedaille im Vierer ohne Steuerfrau, während die anderen drei auch im Achter antraten, musste Doina Spîrcu auf den Doppelstart verzichten. Sie kehrte erst 1999 in den rumänischen Achter zurück und gewann bei den Weltmeisterschaften 1999 den Titel. 2000 erhielt sie bei den Weltmeisterschaften in den nichtolympischen Bootsklassen die Bronzemedaille im Vierer ohne Steuerfrau. Bei den Olympischen Spielen 2000 trat Doina Spîrcu im Doppelvierer an und belegte den neunten Platz. 2001 gewann sie mit dem Achter noch einmal eine Silbermedaille bei den Weltmeisterschaften in Luzern.